# Colostygia pendearia
Colostygia pendearia là một loài bướm đêm trong họ Geometridae.